# Guerrer jaguar

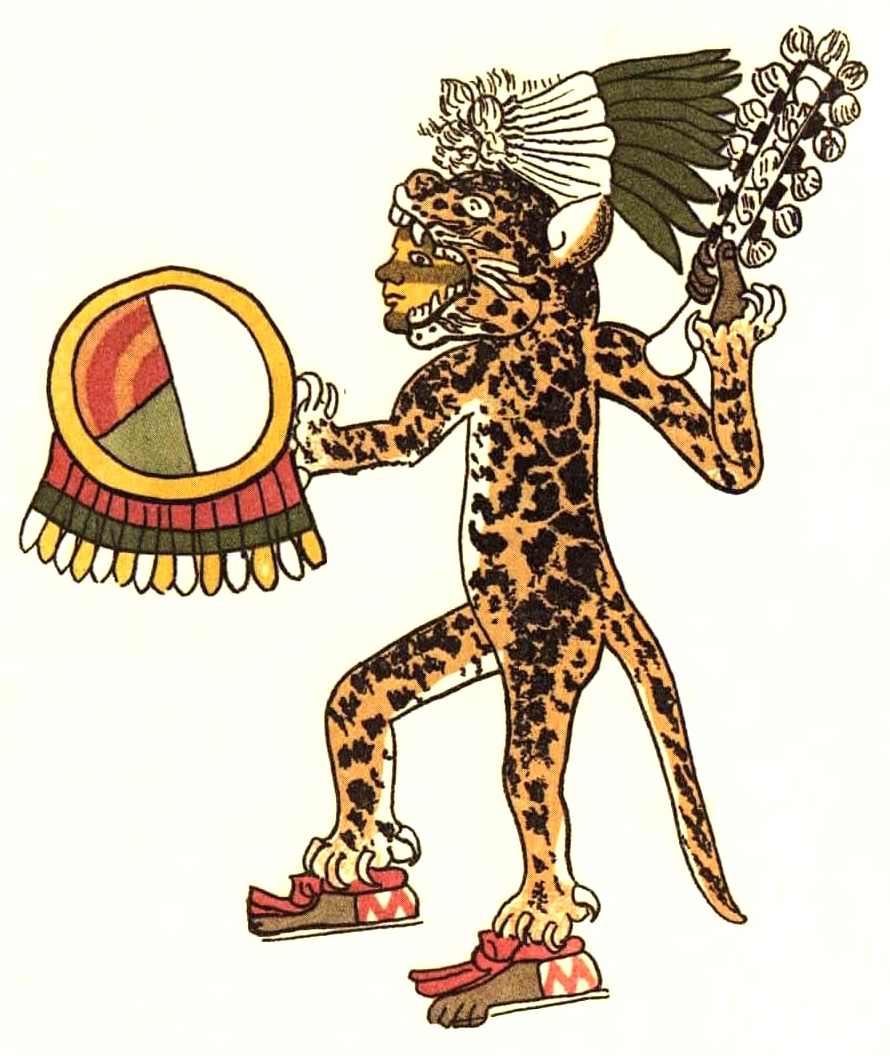
Guerrer jaguar asteca.

Els guerrers jaguar eren els militars professionals de l'exèrcit asteca. Formaven l'elit dels combatents i a vegades se'ls ennoblia pels seus mèrits, i esdevenien cavallers jaguar.
Els guerrers jaguar foren utilitzats com a guerrers en campanya militars, a diferència dels guerrers àguila, utilitzats pel reconeixement de terrenys, l'espionatge i per enviar missatges. Qualsevol home podia arribar a ser guerrer jaguar, ja que en absència d'exèrcit professional, tots els nens eren entrenats per al combat i l'ascens a l'elit venia per les gestes bèl·liques.
Quan no estaven en campanya, podien funcionar com a garants de l'ordre intern de les ciutats i vivien amb privilegis afins a la noblesa.
Les armes que portaven eren Macuahuitl una mena de garrot de fusta amb obsidiana incrustada.